# Eiji Takada
Eiji Takada (jap. 高田 栄二, Takada Eiji; * 21. Oktober 1974 in der Präfektur Okinawa) ist ein ehemaliger japanischer Fußballspieler.

## Karriere
Takada erlernte das Fußballspielen in der Schulmannschaft der Nihon University Fujisawa High School und der Universitätsmannschaft der Waseda-Universität. Seinen ersten Vertrag unterschrieb er 1997 bei den Kawasaki Frontale. Der Verein spielte in der zweithöchsten Liga des Landes, der Japan Football League. 1999 wurde er mit dem Verein Meister der J2 League und stieg in die J1 League auf. 2000 erreichte er das Finale des J.League Cup. Am Ende der Saison 2000 stieg der Verein in die J2 League ab. Danach spielte er bei den Japan Soccer College (2004–2005). Ende 2005 beendete er seine Karriere als Fußballspieler.

## Erfolge
Kawasaki Frontale
- J.League Cup

Finalist: 2000